# ريم باسوس
ريم باسوس  هي فنانة لبنانية. ولدت في 19 يوليو عام 1978 . نشأت ريم في مدينة أثينا في اليونان، وعاشت هناك حتى أتمت الرابعة من عمرها؛ بسبب الصراعات القائمة وقتها في لبنان. عادت ريم إلى لبنان لاحقا في ذلك العام. في سن السابعة عشر، التحقت ريم بالجامعة الأمريكية في بيروت، لبنان. عندما أتمت الواحد والعشرين من عمرها، التحقت ريم بجامعة جورج واشنطن بالعاصمة الأمريكية واشنطن. حصلت من هناك على درجة الماجستير في الرسم والتلوين. في عام 2006، انتقلت ريم إلى ولاية هاواي الأمريكية وأصبحت محاضِرة في جامعة هاواي. تحاكي الكثير من أعمال الفنانة ريم ذكرياتها عن الحرب الأهلية اللبنانية وآثارها اللاحقة. مجموعتها الفنية بعنوان «ذكريات للنسيان» في متحف هونولولو للفنون تصف الآثار التدميرية التي خلفها الصراع اللبناني.

## المعارض الفردية
- 2015 : «ما وراء الأرشيف». متحف هونولولو للفنون في هونولولو، هاواي.[3][4]
- 2013 : «الخط الأخضر». معرض مدرسة واشنطن ستوديو في واشنطن.
- 2010 : «ضفيرة». جامعة هاواي بالمحيط الهادئ في هونولولو، هاواي.
- 2010 : «تبدأ ثورتي». مقهى المتحف المعاصر في هونولولو، هاواي.
- 2005 : «التدمير الخلّاق». معرض رامزي أونج في كوالالمبور، ماليزيا.

## المشاريع والمعارض التعاونية
- 2016 : «أربعة» ريم باسوس وبراتيشا بدراجة وديبورا نيهمد وييدا وانغ. معرض كوا في هونولولو، هاواي.[3]
- 2012 : «التغلب على الواقع المرير» ريم باسوس ومايا بورتنر. مدرسة متحف هونولولو للفنون في هونولولو، هاواي.
- 2012 : «القطيع الهجين» ريم باسوس ومايا بورتنر. فندق تسعة وثلاثون في هونولولو، هاواي.
- 2007 : لوحات ريم باسوس وميج هاردرز. معرض فوكس بمتحف ميدوز في شريفبورت، لويزيانا.
- 2002 : «الهدوء والفوضى» ريم باسوس وجودي بيغرز. معرض ديموك في جامعة جورج واشنطن، واشنطن.

## الجوائز
- 2013 : الفائزة في مسابقة مشروع كافي. مؤسسة كاف لاب، نيويورك.
- 2011 : جائزة جون يونغ. معرض فنانين هاواي في هونولولو، هاواي.
- 2002 : جائزة لانجين كامب للوحات التجريدية. حفلة الجوائز السنوية بجامعة جورج واشنطن، واشنطن.
- 2001 : جائزة غلاسمان. حفلة الجوائز السنوية بجامعة جورج واشنطن، واشنطن.